# أكسيد السكانديوم
 أكسيد السكانديوم الثلاثي  أو ثلاثي أكسيد السكانديوم مركب كيميائي له الصيغة Sc2O3، ويكون على شكل مسحوق أبيض.

## الخواص
- أكسيد السكانديوم الثلاثي غير منحل في الماء، لكنه ينحل في الأحماض المركزة أو الساخنة.
- يتميز أكسيد السانديوم بدرجة انصهار مرتفعة تبلغ 2485 °س.

## التحضير
يحضر أكسيد السكانديوم من حرق فلز السكانديوم بغاز الأكسجين عند الدرجة 800°س.

## الاستخدامات
- يستخدم كمادة أولية لتحضير مركبات السكانديوم الأخرى.
- يستخدم في صناعة الإلكترونيات حيث يدخل في تركيب أجهزة تخزين المعطيات في صناعة الحواسيب، مما يؤدي إلى تحسين الأداء.
- يدخل في تركيب حساسات الهيدروجين، حيث يستخدم كطبقة رقيقة في أنصاف النواقل المصنوعة من نتريد الغاليوم، والتي تتغير ناقليتها الكهربائية بشكل كبير في وجود جو من غاز الهيدروجين.[3]